# Final Exit (banda)
Final Exit fue una banda  dehardcore punk, activa entre los años 1994 y 1997. Oriundos Umeå, Suecia, fueron parte del movimiento Umeå hardcore, a su vez del vegan straight edge.

## Historia
El grupo se formó en 1994, por Dennis Lyxzén (D-Rp), David Sandström (Dave Exit), Pär Hansson (SXE Guile) y Kristoffer Steen (Kid Stone), quienes participaban en Abhinanda y Refused. A diferencia de sus contemporáneos, Final Exit se inspiró directamente del hardcore punk neoyorkino, como Sick Of It All, Youth of Today y los primeros días de Agnostic Front. Su último show fue en 1997, con Anders Johansson (Anders And) como guitarrista.
Final Exit lanzó dos álbumes: Teg (1995) y Umeå (1997), por el sello local Desperate Fight). En Estados Unidos fueron distribuidos por Victory Distribution.
En 2007, la banda se reunió para un concierto en el festival abierto de Umeå, después de diez años sin tocar en vivo. El mismo año también se lanzó Der Egentliga Västerbotten - Complete Discography 94-97 en CD, la edición vinilo (2009) incluyó un DVD con shows en vídeo. Su última presentación fue el 15 de diciembre del 2012, junto a Refused y Abhinanda.
En 2008, Sandstörm y Lyxzén participaron en AC4, hasta 2011 y 2013, respectivamente.

## Miembros
- Dave Exit – voces (1994–1997, 2007, 2012)
- Kid Stone – guitarras (1994–1997)
- Anders And – guitarras (1997, 2007, 2012)
- D-Rp – bajo, coros (1994–1997, 2007, 2012)
- SXE Guile – batería (1994–1997)
- Jens Rens – batería (2007, 2012)

## Discografía
Álbumes
- Teg (1995, Desperate Fight)
- Umeå (1997, Desperate Fight, Umeå Hardcore)

Compilaciones
- West Teg Demosessions '85–'89 (1996, Zedog)[6]
- Too Late For Apologies 7" (1997, Third Party)
- Det Engentliga Västerbotten – Complete Discography 94-97 (2007, Mofab Teg, Monument)

Apariciones en compilatorios
- Straight Edge as Fuck (1994, Desperate Fight) – "Mutilated Scumbag"
- Straight Edge as Fuck Part II (1995, Desperate Fight) – "Sing Along"
- Straight Edge as Fuck Part III (1997, Desperate Fight) – "Spänningen Släpper"
- In Our Time  (1997, CrimethInc) – "Fuck You Cowboy"